# Baron Broughshane

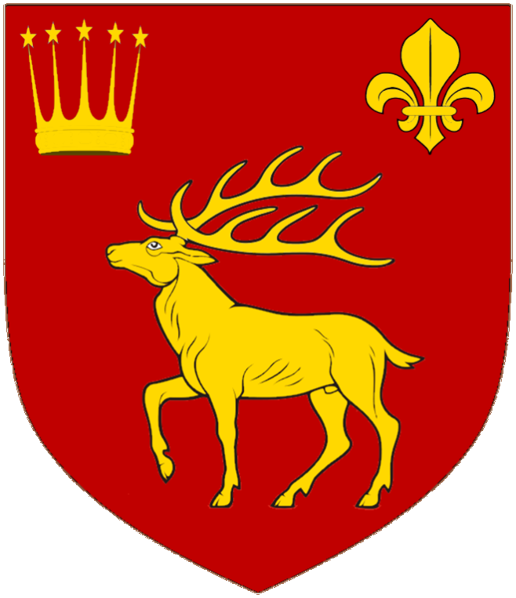
Wappen der Barons Broughshane

Baron Broughshane, of Kensington in the County of London, war ein erblicher britischer Adelstitel in der Peerage of the United Kingdom.
Der Titel wurde am 19. September 1945 für den konservativen Unterhausabgeordneten William Davison geschaffen.
Der Titel erlosch am 24. März 2006 beim kinderlosen Tod seines Enkels Kensington Davison, 3. Baron Broughshane.

## Liste der Barons Broughshane (1945)
- William Henry Davison, 1. Baron Broughshane (1872–1953)
- Patrick Owen Alexander Davison, 2. Baron Broughshane (1903–1995)
- William Kensington Davison, 3. Baron Broughshane (1914–2006)